# Хинтон, Мартин
Мартин Алистер Кэмпбелл Хинтон (29 июня 1883 — 3 октября 1961) — британский зоолог, член Королевского общества (FRS).
Хинтон поступил на работу в Музей естественной истории в 1910 году, занимался в основном млекопитающими, в частности грызунами. Он стал заместителем хранителя зоологической коллекции в 1927 году и хранителем в 1936 году, вышел на пенсию в 1945 году.
Он был секретарём по зоологии Линнеевского общества с 1936 по 1939 год и его вице-президентом с 1939 по 1940 год. Он также был редактором Секции млекопитающих «Zoological Record» с 1914 по 1921 год и вице-президентом Лондонского зоологического общества с 1939 года до 1942 года и снова с 1945 по 1949 год. Он был избран в Королевское общество в 1934 году.
Хинтон — один из тех, кто связан с мистификацией «Пилтдаунского человека», состоявшей из измененного человеческого черепа и челюсти обезьяны, подброшенных и впоследствии «обнаруженных» на раскопках в Пилтдауне в Англии, и представленных как недостающее звено между человеком и обезьяной. Сундук, принадлежавший Хинтону и оставленный на хранении в Музее естественной истории, был обнаружен в 1970 году. В нём были кости и зубы животных, вырезанные и окрашенные в манере, аналогично пилтдаунским находкам, что вызывало вопросы о причастности Хинтона к этой мистификации
.